# Joseph Ressel
Joseph Ludwig Franz Ressel (tjekkisk: Ludvík František Ressel) (født 29. juni 1793, død 9. oktober 1857) var en østrigsk/slovensk/böhmisk forstkandidat og opfinder af skibsskruen.
Ressel blev født i Chrudim i Böhmen og arbejdede som forstingeniør i Motovun i Istrien. Han arbejdede i Kostanjevica på Krka-floden, hvor han afprøvede skibspropeller for første gang. Han flyttede til Trieste, hvor han havde succes med sine forsøg. Han udtog patent på propellen i 1827.
Den første transatlantiske sejlads med et skib drevet af en skruepropel skete i 1839 med Ressels skrue forbedret af den svenske ingeniør John Ericsson.
Til andre af Ressels opfindelser tæller et rørpost-system, en ny metode til fremstilling af sæbe samt en brændselsmiddel til dampmaskiner. Han udtog adskillige patenter gennem livet.
Ressel døde i Ljubljana i 1857.